# Tiểu từ tiếng Hàn
Tiểu từ là các từ có chức năng phụ trợ không thể đứng độc lập mà phải gắn sau một từ để xác định ý nghĩa, chức năng ngữ pháp. Trong tiếng Hàn, các từ này thường được gọi là 조사 (助詞 - Trợ từ). 

## Tiểu từ đi kèm đại từ, danh từ
| Tiểu từ              | Chức năng, ý nghĩa                                                                                                 | Ví dụ | Ghi chú |
| -------------------- | --- | --- | --- |
| 이/가                | Xác định vai trò chủ ngữ trong câu                                                                                 | 한국어가 어렵습니다 (tiếng Hàn Quốc khó) | Khi kết hợp với các đại từ 나, 너, 저, 누가 làm chủ ngữ thì biến thành 내가, 네가, 제가, 누가 Trong khẩu ngữ và văn viết có khi lược bỏ không dùng tới Dạng kính ngữ là 께서                                                               |
| 은/는                | Xác định vai trò chủ ngữ trong câu. Nhấn mạnh chủ ngữ hoặc nêu bật sự so sánh đối chiếu                            | 버스가 느립니다. 지하철은 빠릅니다 (Xe bus chạy chậm, tàu điện chạy nhanh) | Dạng kính ngữ là 께서는 |
| 을/를                | Xác định vai trò tân ngữ trong câu                                                                                 | 매일 신문을 봅니다 (Mỗi ngày đọc báo) | Trong một số trường hợp được gộp gọn vào danh từ. Ví dụ 영활 보고 커필 마셨어요. Trong khẩu ngữ và văn viết có khi lược bỏ không dùng tới                                                                                                  |
| 에                   | Chỉ vị trí, phương hướng, thời gian, nguyên nhân, chỉ đơn vi                                                       | 일본에 갔다. (Đã đi Nhật Bản). 8월에 왔다. (Đã đến vào tháng 8) 자명종 소리에 깼다. (Thức giấc vì tiếng động) 이 꽃은 한 송이에 2,000원입니다. (Hoa này mỗi bó 2000 won)                 | Một số cụm từ cấu trúc như 에 비해서 (so với), 에 대한, 에 대해서, 에 관한, 에 관해서 (về), 에 따라(서) (theo), 에 맞춰서 (phù hợp với), 에 의하여 (Căn cứ vào), 에의하면, 에 비추어 보다 (Đối chiếu với)... được xây dựng trên tiểu từ 에 |
| 에서                 | Chỉ vị trí thực hiện, phương hướng xuất phát của hành động                                                         | 중국에서 왔어 (Đến từ Trung Quốc) 방에서 공부를 했다. (Học ở trong phòng) | |
| 에게/한테            | Chỉ vị trí, phương hướng, đối tượng tác động đến                                                                   | 친구 에게 선물을 보냈어요 (Đã gửi quà cho bạn) | 한테 được sử dụng chủ yếu dùng trong văn nói. 에게 được sử dụng chủ yếu dùng trong văn viết Dạng kính ngữ là 께 |
| 에게서/한테서        | Chỉ vị trí, phương hướng, đối tượng mà hành động xuất phát, bắt nguồn                                              | 어머니 에게서 그 말을 들었어요. (nghe lời ấy từ mẹ) | |
| 에다가               | Chỉ vị trí, nơi chốn bổ sung, thêm vào                                                                             | 커피에다가 설탕을 넣었어요 (thêm đường vào cafe) | Có thể lược bỏ 가 thành 에다, trong một số trường hợp có thể dùng như 에 |
| 으로/로              | Chỉ hướng đến, phương tiện, vai trò                                                                                | KTX로 서울에서 부산까지 3시간 걸린다. (Từ Seoul đến Busan mất 3 tiếng bằng xe lửa tốc hành) 내일 호주로 떠납니다. (Ngày mai sẽ đi Úc) 운전사로 취직해요. (Làm việc (với vai trò) tài xế) | |
| 부터-까지            | Chỉ điểm khởi đầu-kết thúc của thời gian, không gian                                                               | 처음부터 끝까지 (Từ đầu đến cuối) | |
| 도                   | Chỉ sự tương tự, đồng nhất bao quát "cũng"                                                                         | 노래도 잘 하고, 공부도 잘해요 (Hát cũng hay mà học cũng giỏi) | Dạng kính ngữ là trong trường hợp đi kèm 이/가 là 께서도 |
| 만                   | Chỉ sử hạn chế, giới hạn "chỉ"                                                                                     | 수학만 잘 배운다 (Chỉ học giỏi môn toán) | Dạng kính ngữ là trong trường hợp đi kèm 이/가 là 께서만 |
| 의                   | Chỉ sử hữu, xác định                                                                                               | 미국의 대통령 (tổng thống của nước Mỹ) | |
| 과/와/랑/ 하고/ 이랑 | Chỉ quan hệ song hành "cùng, với, và"                                                                              | 너와 나 (Mày với tao) | 랑/이랑 thường dùng trong văn nói |
| 만큼                 | Chỉ đối tượng so sánh ngang bằng                                                                                   | 난 언니만큼 키가 크지 않아 (Tôi không cao bằng chị gái) | |
| 처럼                 | Chí đối tượng ví von tương đương                                                                                   | 이것은 강철처럼 무거워 보인다. (Cái này trông nặng như sắt) | |
| 보다                 | Chỉ đối tượng so sánh hơn                                                                                          | 오늘은 어제보다 더워요 (Hôm nay nóng hơn hôm qua) | |
| 조차                 | Chỉ đối tượng đầu tiên trong số những kỳ vọng (ngay cả, thậm chí, kể cả)                                           | 그 친구는 소식조차 없어요 (Người bạn ấy ngay cả tin tức cũng không có) ("Đến tin tức là thứ đầu tiên còn không có thì càng không mong đợi gì thêm được nữa")                             | Có thể dùng cả trong câu khẳng định và phủ định |
| 마저                 | Chỉ đối tượng cuối cùng trong số những kỳ vọng (ngay cả, thậm chí, kể cả)                                          | 엄마마저 나를 못 믿는구나 (Ngay cả mẹ cũng chẳng tin tôi) ("Những người khác đã không tin rồi")                                                                                          | |
| 는/은커녕            | Chỉ đối tượng đầu tiên bị loại trừ trong số những kỳ vọng, khả năng khác (Đừng nói đến, không cần nói đến)         | 월급으로는 저축은커녕 생활비도 부족해요. (Lương tháng không đủ sinh hoạt phí chứ đừng nói đến để giành)                                                                                  | |
| 마다                 | Chỉ đối tượng riêng lẻ nói chung, "Mỗi"                                                                            | 날마다 운동을 한다. (Tập thể dục mỗi ngày) | |
| (이) 나              | Chỉ sự lựa chọn giữa các đối tượng, một đối tượng đề xuất do dự, không quyết đoán; mức độ đến một số lượng nào đó, | 축구나 수영을 해요 (Đi đá bóng hoặc đi bơi) 심심한데 장기나 둡시다 (Chán quá hay là chơi cờ tướng) 바나나를 일곱 개나 먹었어요 (ăn tới tận 7 qua chuối) 누구나 싫어요 (Ai cũng ghét)     | |
| 밖에                 | Chỉ sự loại trừ ra một phạm vi, ngoài ra không còn gì khác                                                         | 어제 수업에 나밖에 없어 (hôm qua ở lớp, ngoài tôi ra thì không có ai) | |
| 말고                 | Chỉ sự loại trừ ra không xét đến                                                                                   | 영화 말고 코미디 영화 보자. (Cùng đi xem phim hài chứ đừng phim điện ảnh) | |
| 든지                 | Chỉ đối tượng được chấp nhận không loại trừ                                                                        | 이 일은 남자든지 여자든지 성별과 관계없이 다 할 수 있어 (Bất kể giới tính dù nam hay nữ cũng có thể làm việc này). 누구든지 그 분을 좋아해요 (Bất kỳ ai cũng thích người ấy)             | |
| (으)로써             | Chỉ công cụ, phương tiện hay phương pháp                                                                           | 책을 읽음으로써 똑똑해졌어요 (Nhờ vào việc đọc sách mà trở lên thông minh hơn) | |

## Tiểu từ đi kèm động từ, tính từ
Ở đây không xét đến các cấu trúc đòi hỏi gốc từ phải biến đổi vì đó là một cấu trúc ngứ pháp chứ không đơn thuần là tiểu từ nữa.
| Tiểu từ     | Chức năng, ý nghĩa                                                   | Ví dụ | Ghi chú |
| ----------- | -------------------------------------------------------------------- | --- | --- |
| 은/는/을    | Biến động từ, tính từ thành định ngữ                                 | 에서 만난 사람 (Người đã gặp hôm qua) 수영은 건강에 좋은 운동이에요 (Bơi lội là môn thể thao tốt cho sức khỏe) 러시아에 사는 친구 (Người bạn đang sống ở Nga) 여행 올 사람 (Người sẽ đến du lịch) | 은/ㄴBiến động từ thành định ngữ ở quá khứ; Biến tính từ thành định ngữ 는 Biến động từ thành định ngữ ở quá khứ 을/ㄹ Biến động từ thành định ngữ ở tương lai Một số cấu trúc 은/ㄴ데 , 는데; 은/ㄴ 지, 는 지, 을/ㄹ 지 ,을/ㄹ 테니까, 을/ㄹ까 봐... xây dựng trên các tiểu từ 은/는/을 |
| 기          | Biến động từ, tính từ thành danh từ                                  | 베트남어 공부하기는 너무 어려워요. (Việc học tiếng Việt rất khó) | ㅁ/음 Tạo danh từ phái sinh của động từ. tính từ. Ví dụ 사람들은 모두 죽음을 두려워합니다 (mọi người đều sự cái chết). Một sô cấu trúc như 기 위해서, 기 때문에 ... được xây dựng trên tiểu từ 기 này                                                                                    |
| 게          | Biến tính từ thành trạng từ (phó từ) Diễn đạt mục đích của hành động | 깨끗하게 치웁니다. (Lau dọn một cách sạch sẽ) 맛있는 음식을 만들게 신선한 재료를 사다주세요 (Để làm món ăn ngon hãy mua nguyên liệu tươi)                                                         | Để diễn đạt mục đích của hành động có thể dùng 도록 tương tự |
| 고자        | Diễn đạt mục đích của hành động                                      | 한국에유학을가고자 공부를하고있습니다. (Học để đi du học Hàn Quốc) | |
| 으며/며/고  | Liên kết hành động, tính chất đồng thời                              | 아이가 소리를 지르며 올었다 (Đứa bé vừa kêu gào, vừa khóc) 예쁘고 친절해요. (Vừa xinh vừa thân thiện)                                                                                             | |
| 으러/러     | Chỉ mục đích của hành động,                                          | 극장에 영화보러 갑니다 (Đến rạp để xem phim) | thường chỉ dùng với các động từ chỉ sự di chuyển như 가다, 오다, 다니다 |
| 으러고/려고 | Chỉ mục đích của hành động,                                          | 사진을찍으려고카메라를새로샀어요 (Mua chiếc máy ảnh mới để chụp ảnh) | |
| 거나        | Diễn tả song song hai hành động, trạng thái                          | 내일은 흐리거나 비가 오겠습니다 (Ngày mai sẽ âm u hoặc có mưa 싸거나 비싸거나 필요하니까 사 왔다 (Mặc kệ đắt hay rẻ, vì cần nên đã mua)                                                           | 거나 말거나 Diễn tả sự bất chấp của hành động. Ví dụ 청중이 듣거나 말거나 하고 싶은 말을 다 하고 내려갔어요 (Dù khán giả có nghe hay không thì muốn nói gì cứ nói) |
| 으면 /면    | Chỉ giả thiết                                                        | 컴퓨터를 많이 하면 눈이 아파요. (Nếu sử dụng máy tính nhiều thì sẽ đau mắt) | (으)려면 là dạng kết hợp của (으)려고 và (으)면 |
| 던          | Chỉ tính chất đã từng diễn ra của hành động                          | 내가 타던 자동차 (Chiếc xe đạp tôi từng chạy) | Nếu là dạng quá khứ của động từ 았/었던 thì tính chất đã từng có sắc thái khác |
| 다가        | Kết hợp hai động từ diễn tiến xong hành                              | 집에 가다가 친구를 만났어요 (Đang về nhà thì gặp bạn) | Nếu là dạng quá khứ của động từ (았/었/였 다가) thì thể hiện quan hệ hành động sau trước |
| 으시/시     | Tạo thành kính ngữ                                                   | 받다 trở thành 받으시다 (nhận) | |
| 으니까/니까 | Chỉ nguyên nhân                                                      | 차가 막히니까 지하철을 타고 갑니다 (vì kẹt xe nên đi tàu điện ngầm) | |